# ماهی شور

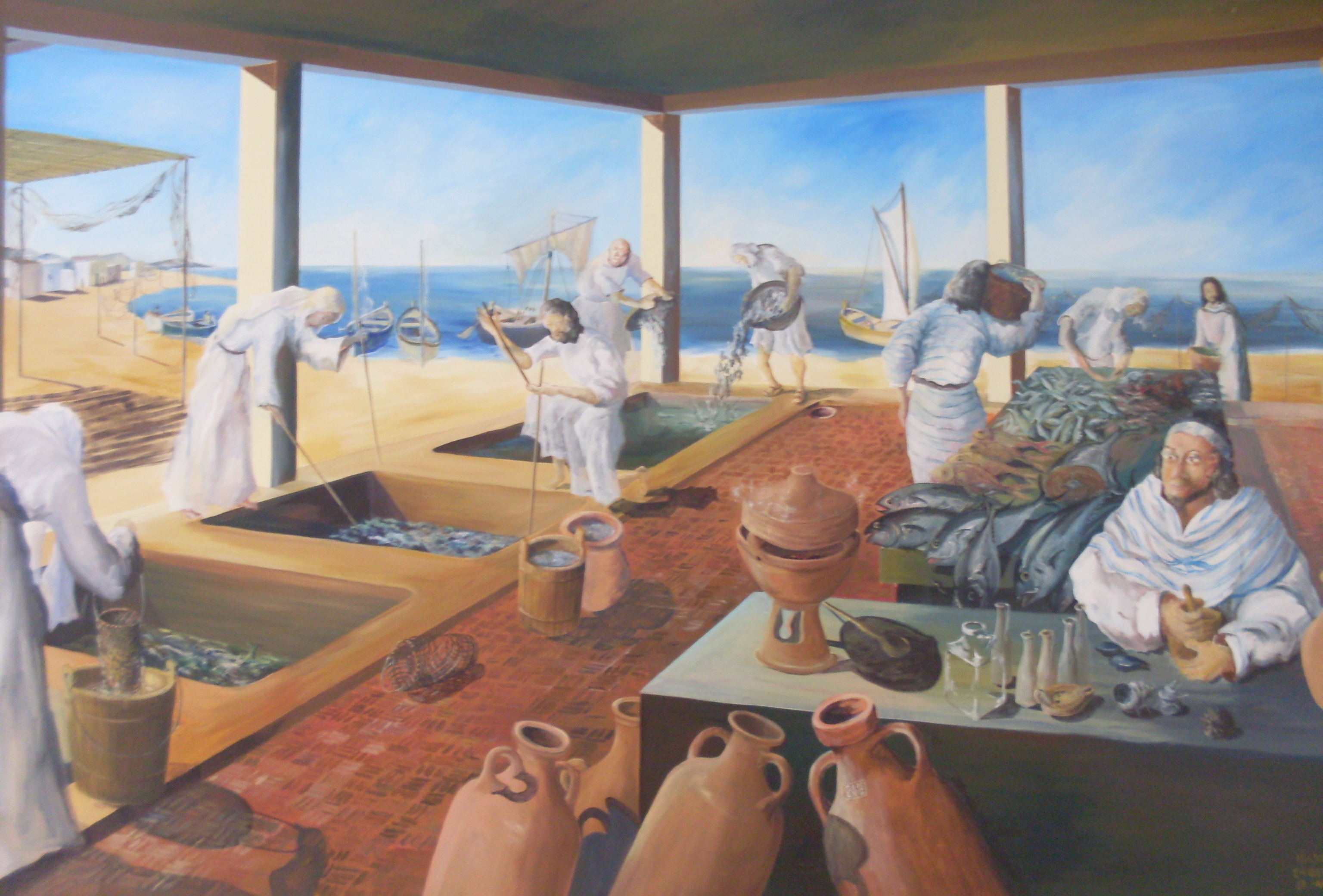
بازسازی کارخانه ماهی نمک‌سود رومی در نئاپولیس در تونس امروزی

ماهی شور یا ماهی نمک‌سود (به انگلیسی: Salted fish)، مانند شاه‌ماهی کیپر یا ماهی کاد خشک و شور، ماهی است که با نمک خشک پخته می‌شود و بنابراین، برای خوردن بعدی نگهداری می‌شود. خشک کردن یا نمک‌سود کردن، چه با نمک خشک و چه با آب نمک، تنها روشی بود که تا سدهٔ نوزدهم برای نگهداری ماهی در دسترس بود. ماهی خشک و ماهی شور (یا ماهی خشک و شور)، جزء اصلی رژیم‌های غذایی در دریای کارائیب، غرب آفریقا، شمال آفریقا، جنوب آسیا، جنوب شرق آسیا، جنوب چین، اسکاندیناوی، بخش‌هایی از کانادا از جمله نیوفاندلند، سواحل روسیه و قطب شمال هستند. مانند دیگر گوشت‌های پخته‌شده با نمک، پروتئین حیوانی حفظ شده را حتی در نبود یخچال فراهم می‌کند. قابل ذکر است در شمال کشور ایران در استان گیلان انواع خاصی از ماهی ها را بصورت ماهی شور تهیه نموده که در کنار غذاهای محلی سرو میشود.

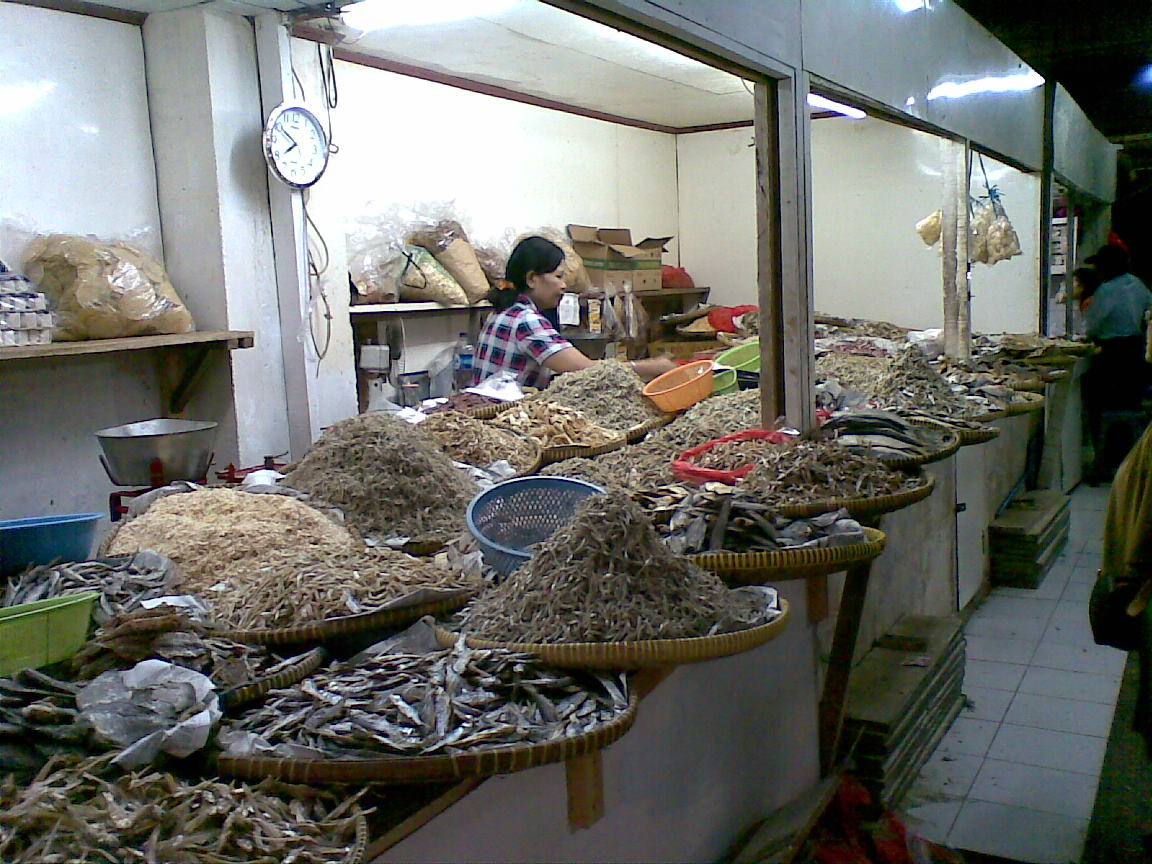
انواع ماهی شور در بازاری در حومه جاکارتا، اندونزی به فروش می‌رسد